# Веттий Валент
Ве́ттий Ва́лент Антиохи́йский (8 февраля 120 года — ок. 175 года) — эллинистический астролог, младший современник Клавдия Птолемея, вместе с которым считается основателем классической астрологии.
В 152 — 162 годах написал на греческом труд по астрологии «Антология» (Ἀνθολογίαι) в 9-ти книгах, содержащий большое количество сведений о традициях эллинистической астрологии, а также множество конкретных гороскопов и их интерпретаций. Веттий Валент (несомненно, бывший практикующим астрологом) не просто излагает различные астрологические техники и правила, но высказывает по их поводу свои критические суждения и наблюдения; такое наличие чёткой позиции автора делает «Антологию» Валента Веттия одним из интереснейших греческих астрологических трудов.
В III в. трактат Веттия был переведён на пехлеви, а затем — с пехлеви на арабский персидским учёным аль-Фадлем. Существенная часть арабского варианта «Антологии» была в средние века переведена на латинский и включена в «Книги Гермеса». Латинский перевод «Антологии» пользовался популярностью у средневековых европейских астрологов. До наших дней эта работа дошла в большом количестве сильно искажённых цитат, имеющих многочисленные дополнения и переделки. Из гороскопов, которые рассматривает Веттий Валент, ясно, что его активная жизнь приходится на период со 150 по 173 годы (173 годом датирован последний гороскоп, вероятно, вскоре Веттий умер).